# ستنيي
ستنيي (بالصربية: Цетиње, Cetinje, بالإيطالية: Cettigne, باليونانية: Κετίγνη, Ketígni, (بالتركية: Çetince)‏) هي مدينة في الجبل الأسود تقع في (42°23′11″N 18°55′30″E / 42.38639°N 18.92500°E) وهي عاصمة تاريخية وثانية للجبل الأسود (Пријестоница/Prijestonica بها قصر رئاسة. بلغ عدد السكان بالمدينة 15137 حتى 2003.
تقع المدينة في جنوب الجبل الأسود (بمقاطعة ستنيي وعدد سكانها 18482 نسمة) على حافة صخرية تحيطها الجبال بما فيها جبل لوفسين الجبل الأسود الذي تأخذ منه مونتنيغرو اسمها. لستنيي إرث تاريخي عريق حيث تأسست في القرن الخامس عشر وأصبحت قلب الجبل الأسود الثقافي ومقر الأرثوذكسية الشرقية لذا كانت لوقت طويل عاصمة مونتينيغرو ولا زالت كذلك بشكل فخري.

## المناخ
يظهر الجدول التالي التغييرات المناخية على مدار السنة لستنيي:
| البيانات المناخية لـستنيي                                                            | البيانات المناخية لـستنيي | البيانات المناخية لـستنيي | البيانات المناخية لـستنيي | البيانات المناخية لـستنيي | البيانات المناخية لـستنيي | البيانات المناخية لـستنيي | البيانات المناخية لـستنيي | البيانات المناخية لـستنيي | البيانات المناخية لـستنيي | البيانات المناخية لـستنيي | البيانات المناخية لـستنيي | البيانات المناخية لـستنيي | البيانات المناخية لـستنيي |
| الشهر                                                                                | يناير                     | فبراير                    | مارس                      | أبريل                     | مايو                      | يونيو                     | يوليو                     | أغسطس                     | سبتمبر                    | أكتوبر                    | نوفمبر                    | ديسمبر                    | المعدل السنوي             |
| ------------------------------------------------------------------------------------ | ------------------------- | ------------------------- | ------------------------- | ------------------------- | ------------------------- | ------------------------- | ------------------------- | ------------------------- | ------------------------- | ------------------------- | ------------------------- | ------------------------- | ------------------------- |
| متوسط درجة الحرارة الكبرى °م (°ف)                                                    | 6.4 (43.5)                | 7.3 (45.1)                | 10.6 (51.1)               | 14.7 (58.5)               | 20.0 (68.0)               | 23.7 (74.7)               | 27.2 (81.0)               | 27.1 (80.8)               | 23.2 (73.8)               | 17.9 (64.2)               | 12.2 (54.0)               | 8.0 (46.4)                | 16.5 (61.8)               |
| المتوسط اليومي °م (°ف)                                                               | 0.6 (33.1)                | 1.6 (34.9)                | 4.6 (40.3)                | 8.9 (48.0)                | 13.8 (56.8)               | 17.2 (63.0)               | 19.7 (67.5)               | 18.9 (66.0)               | 14.8 (58.6)               | 9.8 (49.6)                | 5.7 (42.3)                | 2.1 (35.8)                | 9.8 (49.7)                |
| متوسط درجة الحرارة الصغرى °م (°ف)                                                    | −4.0 (24.8)               | −2.9 (26.8)               | −0.4 (31.3)               | 3.2 (37.8)                | 7.3 (45.1)                | 10.2 (50.4)               | 12.0 (53.6)               | 11.4 (52.5)               | 8.4 (47.1)                | 4.0 (39.2)                | 1.0 (33.8)                | −2.3 (27.9)               | 4.0 (39.2)                |
| الهطول مم (إنش)                                                                      | 429.5 (16.91)             | 351.1 (13.82)             | 368.9 (14.52)             | 277.3 (10.92)             | 157.4 (6.20)              | 100.6 (3.96)              | 66.3 (2.61)               | 112.3 (4.42)              | 191.0 (7.52)              | 293.0 (11.54)             | 499.9 (19.68)             | 455.8 (17.94)             | 3٬303٫1 (130.04)          |
| متوسط أيام هطول الأمطار (≥ 0.1 mm)                                                   | 13                        | 13                        | 14                        | 13                        | 11                        | 10                        | 7                         | 7                         | 7                         | 11                        | 15                        | 15                        | 136                       |
| متوسط الرطوبة النسبية (%)                                                            | 84                        | 84                        | 80                        | 77                        | 76                        | 75                        | 70                        | 72                        | 80                        | 83                        | 86                        | 87                        | 80                        |
| المصدر: Hydrological and Meteorological Service of Montenegro (Temperature averages) |                           |                           |                           |                           |                           |                           |                           |                           |                           |                           |                           |                           |                           |

## توأمة
لستنيي اتفاقيات توأمة مع كل من:
- رييكا
- كوستروما
- Mali Iđoš [الإنجليزية]‏
- سينايا
- جيتا
- خاركيف
- شقودرة
- فيليكو ترنوفو (6 ديسمبر 2006 - )
- Veliko Tarnovo Municipality [الإنجليزية]‏ (6 ديسمبر 2006 - )

## أعلام
- ميركو بيتروفيتش نيكوش
- زوركا أميرة الجبل الأسود
- بيترو بيتروفيتش
- دانكا كوفينتش
- إلينا دل مونتينيغرو
- ألكسندر الأول ملك يوغسلافيا
- فيسلين فوجوفيتش